# کفرحتی
کفرحتی (به عربی: کفرحتی) یک منطقهٔ مسکونی در لبنان است که در شهرستان صیدا واقع شده‌است. کفرحتی ۳۵۰ متر بالاتر از سطح دریا واقع شده‌است.